# Гаевой, Максим Алексеевич
Максим Алексеевич Гаевой (19 сентября 1995, Новосибирск) — российский биатлонист, призёр чемпионата России. Мастер спорта России.

## Биография
Представляет Центр спортивной подготовки Новосибирской области. Тренеры — Г. Е. Одиноков, А. Н. Гаевой.
В 2013 году принимал участие в Европейском юношеском олимпийском фестивале в Брашове, занимал 11-е места в индивидуальной гонке и спринте.
На чемпионате России 2017 года стал серебряным призёром в гонке патрулей.